# Android Lollipop
Android Lollipop又名Android 5，是一個由Google開發的第五个主要Android作業系統。於2014年6月25日Google I/O大会亮相，並於隔日選定Google Nexus做為開發設備，于2014年11月12日通过OTA正式推送到新款的Nexus和Google Play版设备上，其正式版源代码在2014年11月3日公布。
在Android Lollipop中最大的改變於一個被稱為“Material Design”重新設計過的使用者介面反應迅速灵敏的設計語言，和改進過的通知系統，使之能夠從鎖定屏幕中使用，並允許了其他應用程式透過橫幅提示顯示在屏幕的頂端中。內部設計也有了改變，為改善應用程式性能以ART模式正式取代了，並改善和優化了電池的使用。
2024年7月，Google Play服務結束對Lollipop的支援。

## 開發
Android Lollipop首次亮相於2014年6月25日的Google I/O開發者大會。除了Lollipop也呈現了許多以Android為導向的平台，包括Android TV、車用平台Android Auto、穿戴式電腦平台Android Wear以及健康追蹤平台Google Fit。
簡報的一部份提及了一個被稱作「Material Design」之全新跨平台設計語言。這個“卡片”設計最早出現於Google Now，這是一個很乾淨利落基於網格得設計布局，靈敏的動畫與切換、邊距與深度效果、如光線和陰影。設計師Matías Duarte解釋說：“這不像是普通的紙張，我們的Material Design可以擴大和聰明的改造。材料具有實體的表面和邊緣。接縫和陰影意味著提供你可以真實去觸摸的感覺。”此Material Design將不只被用於Android，而且整個Google的網絡套裝軟體，提供應用程式與平台之間提供一致的體驗。

## 特色
Android Lollipop引入了全新的通知系統。所有的通知現在都放在一個框框裡面，以符合Material Design，和這些應用程式可以批次產生通知。在鎖屏中，通知顯示在一個框框裡，並且通知也可以顯示在屏幕的頂端大型橫幅裡，隨著他們各自的操作按鈕。在這個通知系統中也加入了勿擾模式。最近運行程式選單也進行了重新設計，使用立體堆疊的卡片代表打開的應用程式。單個應用程式也可以顯示在最近運行程式選單裡的多張卡片，而不是每個應用程式只有一個卡片；例如瀏覽器可以顯示所有其開啟的分頁作為個別卡片。
Android Lollipop也包含了重要的新平台開發功能；5,000多個新的API將被應用程式加入並使用，並且Dalvik也正式由ART（KitKat加入的一個做為技術預覽的新環境）取代。 ART是一個支援x86、ARM和MIPS架構的32位元與64位元跨平台的運行模式。不同於Dalvik，他採用了提前編譯Ahead-of-Time compilation（AOT），ART在應用程式安裝時就會編譯應用程式，然後他們將只運行已編譯過的應用程式。這種技術消除了在JIT過程中處理相關的開銷，從而改善系統性能。
Android Lollipop也透過一系列被稱為"Project Volta"的優化來改善電池的消耗問題。其中一項變化是一個新的電池省電模式，工作調度的API，可以限制某些程序只透過WiFi來使用，以及任務的批次處理，以減少整個內部無線收發活動的時間。被稱為"Battery Historian"的新的開發工具可以被使用來追蹤使用中消耗電池的應用程式。 Android的擴展API也提供了圖形功能，比如新的著色器，旨在Android裝置上提供如同電腦等級畫面般的3D遊戲。

## 釋出
Android Lollipop開發者預覽版本在2014年6月26日發布於Nexus 5和2013 Nexus 7，可使用快速启动模式來取代原廠的映像檔。第二個開發者預覽版本，LPV81C在2014年8月7日被發布，這個版本隨著Google Fit平台與SDK發布。正式版原始碼在2014年7月經由Android Open Source Project釋出。

## 外部連結
- Android – 5.0 Lollipop（页面存档备份，存于）

| 前任： Android KitKat | Android Lollipop 2014 | 繼任： Android Marshmallow |